# Ehren (Solingen)
Ehren ist eine Hofschaft am westlichen Rande des Stadtteils Gräfrath der bergischen Großstadt Solingen. Sie besteht aus den zwei getrennten Wohnplätzen Ehren und Ehrener Mühle.

## Geographie
Ehren liegt auf einer kleinen Anhöhe nördlich des Nümmener Bachs im Westen des Stadtteils Gräfrath an dem Berg, der sich hin zum Gräfrather Parkfriedhof im Norden auf über 230 Meter über NHN erhebt. Östlich befindet sich die Hofschaft Nümmen, im Westen liegt der Wohnplatz Ehrener Mühle. Nördlich befindet sich die Wüstung Steinenhaus, südlich befindet sich der Ortsteil Fuhr, der zum Stadtteil Wald gehört.

## Etymologie
Die Herkunft des Ortsnamens gibt bis heute Rätsel auf. Laut Brangs könnte der Name daher stammen, dass das Gut möglicherweise zu Ehren der Heiligen Katharina angelegt worden sein könnte. Alle Versuche, den Hofschaftsnamen mit der Zugehörigkeit zum Kloster Gräfrath in Verbindung zu bringen, scheitern jedoch daran, dass der Name schon zuvor und zwar seit dem 14. Jahrhundert als Flurname existierte.
Laut Dittmaier handelt es sich daher eher um eine alte Lautform des Baumnamens Ahorn: Urgerm. *ahira-, dän. aer, in rheinischen Dialekten auch ire, eren, berg. ören.

## Geschichte

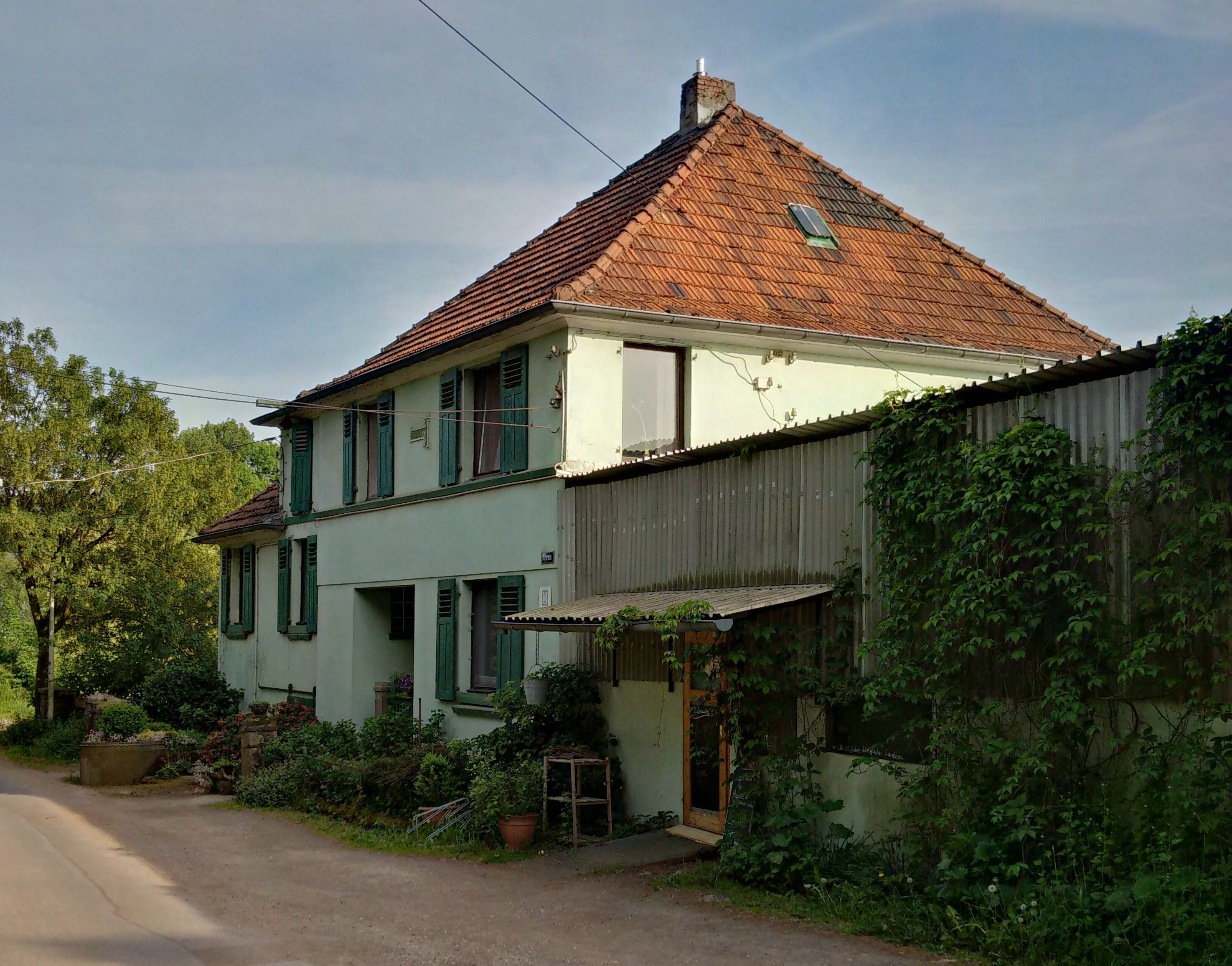
Bauernhaus in Ehren

Der heute Ehrener Mühle genannte Wohnplatz südwestlich von Ehren wurde urkundlich erstmals im Jahre 1374 erwähnt und war bis in das 20. Jahrhundert Standort einer Wassermühle am Nümmener Bach. Noch bis in das 19. Jahrhundert hinein trug dieser Hof den Namen Zur großen Ehren, während das heutige Ehren den Namen Zur kleinen Ehren trug. Letzterer erscheint erstmals in der Karte Topographia Ducatus Montani von Erich Philipp Ploennies aus dem Jahre 1715 auf und ist dort als Kl. Irren benannt. Unklar bleibt, ob beide Höfe früher zusammengehörten und ob damit auch Ehren im Besitz des Klosters Gräfrath gewesen ist.
Ehren gehörte zur Honschaft Ketzberg innerhalb des Amtes Solingen. Die Topographische Aufnahme der Rheinlande von 1824 verzeichnet die Ehrener Mühle mit einem Mühlsymbol und den Ort Ehren als Zum Ehren. Die Preußische Uraufnahme von 1844 verzeichnet die Wohnplätze als Ehrener M., ebenfalls mit Mühlensymbol, und Ehren.
Nach Gründung der Mairien und späteren Bürgermeistereien Anfang des 19. Jahrhunderts gehörte Ehren zur Bürgermeisterei Gräfrath, die im Jahre 1856 das Stadtrecht erhielt. 1815/16 lebten 49 Einwohner im Ort. 1830 war Ehren weiterhin Teil der Bürgermeisterei Gräfrath, im Ort lebten zu dieser Zeit 59 Menschen. 1832 war Ehren Teil der Honschaft (Ketz-)Berg innerhalb der Bürgermeisterei. Der nach der Statistik und Topographie des Regierungsbezirks Düsseldorf als Hofstadt kategorisierte Ort besaß zu dieser Zeit neun Wohnhäuser, fünf Fabriken bzw. Mühlen und elf landwirtschaftliche Gebäude. Zu dieser Zeit lebten 69 Einwohner im Ort, davon vier katholischen und 65 evangelischen Bekenntnisses. Die Gemeinde- und Gutbezirksstatistik der Rheinprovinz führt den Ort 1871 mit elf Wohnhäusern und 74 Einwohnern auf. Im Gemeindelexikon für die Provinz Rheinland werden 1885 neun Wohnhäuser mit 82 Einwohnern angegeben. 1895 besitzt der Ortsteil 14 Wohnhäuser mit 95 Einwohnern, 1905 werden 15 Wohnhäuser und 108 Einwohner angegeben.
Mit der Städtevereinigung zu Groß-Solingen im Jahre 1929 wurde Ehren ein Ortsteil Solingens. Anfang der 2000er wurde südlich von Ehren, am Standort des alten Ehrener Kottens im Tal des Nümmener Bachs, durch den Bergisch-Rheinischen Wasserverband ein Regenrückhaltebecken gebaut.